# ارلن دال
ارلن کارول دال (انگلیسی: Arlene Carol Dahl؛ زادهٔ ۱۱ اوت ۱۹۲۵ – درگذشته ۲۹ نوامبر ۲۰۲۱) هنرپیشه اهل ایالات متحده آمریکا بود که بیشتر در دهه ۵۰ میلادی مطرح بود.
او یکی از زیباترین زنانی بود که در دورهٔ پس از جنگ جهانی دوم بر پرده سینما ظاهر شد و از زیبایی نفسگیر خود برای پیشرفت حرفه بازیگری اش بهره فراوان برد.

## زندگی‌نامه
وی در سال ۱۱ اوت ۱۹۲۵ در مینیاپولیس، مینه‌سوتا زاده شد. اصلیت وی نروژی بود. مادرش در تئاتر کار می‌کرد بنابراین از دوران کودکی دروس اولیه نمایش و رقص را در تئاتر آماتوری زادگاه خود فرا گرفت. در دوره‌های مختلف تحصیلی نیز در نمایش‌های مدرسه‌ای شرکت می‌کرد.

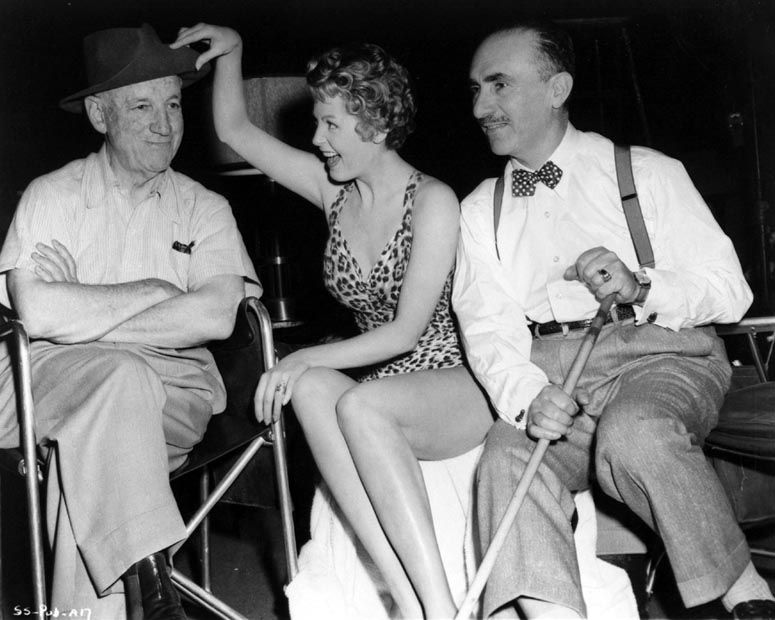

در سال ۱۹۴۶ در رای گیری‌ها برای تعیین «ملکه زیبایی نیویورک» شرکت کرد و برنده شد. برنده یک چک نقدی به عنوان پیش پرداخت قرارداد بازی و بسیاری عناوین و جوایز دیگر دریافت می‌کرد. سایر برندگان این مسابقه در دوره‌های مختلف، تیپی هدرن، هوپ لانگ و گریس کلی بودند.
در همان سال با برادران وارنر قرارداد امضا کرد و کار بازیگری را آغاز کرد اما معروفترین کارهایش با استودیو مترو گلدوین مایر بود و در واقع او به عنوان یک هنرپیشه مترویی مشهور است. اولین کارش در مترو «عروس وحشی می‌شود» بود که در سال ۱۹۴۸ این فیلم را به همراه ون جانسن و جون الیسون بازی کرد. دهه ۵۰ اوج درخشش او در سینما بود. فیلم‌های معروفی مثل «حکومت وحشت» (۱۹۴۹)، «سه حرف کوچولو» (۱۹۵۰)، «دنیای زنانه» (۱۹۵۴)، «سرخ کم رنگ» (۱۹۵۶) و «مسافرت به مرکز زمین» (۱۹۵۹).
ارلن دال پس از مدتی بازیگری را رها کرد و به نویسندگی و ستون‌نویسی در روزنامه‌ها پرداخت. سپس وارد کار تجارت شد و به خرید و فروش لوازم آرایش و لباس زیر مشغول شد.
او ۶ بار ازدواج کرد. یکی از پسران او (لورنزو لاماس) نیز هنرپیشه سینما است.

## فیلم‌شناسی
از فیلم‌های او می‌توان به آثار زیر اشاره نمود.
- زندگی با پدر (۱۹۴۷)
- عروس وحشی می‌شود (۱۹۴۸)
- یک یانکی جنوبی (۱۹۴۸)
- صحنه جنایت (۱۹۴۹)
- حکومت وحشت (۱۹۴۹)
- کمین (۱۹۵۰)
- سه حرف کوچولو (۱۹۵۰)
- The Outriders (۱۹۵۰)
- لژیون صحرا (۱۹۵۳)
- Here Come the Girls (۱۹۵۳)
- دنیای زنانه (۱۹۵۴)
- تیپ بنگال (۱۹۵۴)
- Wicked As They Come (۱۹۵۶)
- سرخ کم رنگ (۱۹۵۶)
- خوش بختی یک زن است (۱۹۵۷)
- سفر به مرکز زمین (۱۹۵۹)
- بوسه‌هایی برای رئیس‌جمهورم (۱۹۶۴)